# Акиф Наги
Акиф Наги (азерб. Akif Nağı; род. 13 августа 1957, Агдамский район) — азербайджанский кандидат исторических наук, доцент и политик, начинавший как председатель Организации освобождения Карабаха, а затем партии Свободная Родина.

## Биография
Родился 13 августа 1957 года в селе Паправенд Агдамского района.
Окончил среднюю школу в этом селе, после чего приехал в Баку, где работал на эвтикемном комбинате № 1. В 1976-1978 годах служил в советской армии, на Балтийском флоте. В 1979 году поступил на исторический факультет Азербайджанского государственного университета (ныне БГУ), в 1982 году для продолжения образования поступил в Московский государственный университет, окончив его в 1985 году, с того же года работал на кафедре истории азербайджанского политехнического института (ныне технический университет). В 1991 году защитил диссертацию.

## Деятельность
В 1993 году стал членом правления, а затем сопредседателем карабахского освободительного движения. В 2000 году карабахское освободительное движение было преобразовано в Организацию освобождения Карабаха. С этого времени является председателем организации.
Народный фронт Азербайджана, полностью захвативший власть после государственного переворота 15 мая, приступил к изменениям в Президиуме Верховного совета, когда 18 мая 1992 года Тамерлан Гараев был освобожден от должности заместителя председателя Верховного совета и избран первым заместителем председателя. Затем после переворота новая администрация приняла решение о проведении президентских выборов. В этот период он ушел из Народного фронта Азербайджана и вместе со своим советником и баканаги Расимом Мусабековым основал правящую партию «Doğru Yol». Учредительная конференция партии правильного пути состоялась 30 января 1993 года. На конференции Тамерлан Гараев был избран председателем, Расим Мусабеков предстал в роли заместителя председателя, членом Политического совета, а Акиф Наги был секретарем партии.
Баллотировался от Бинагадинского второго избирательного округа № 9. Долгое время был членом Совета партии Мусават.

## Ссылка
- Akif Nağının bioqrafiyası